# Rockmond Dunbar
Rockmond Dunbar, född den 11 januari, 1973, i Oakland, Kalifornien, är en amerikansk skådespelare. Han är mest känd för sina roller i TV-serierna Soul Food, där han spelade rollen Kenny Chadway, och Prison Break, där han spelade Benjamin Miles "C-Note" Franklin. Han har även haft en gästroll i Grey's Anatomy (S04E07).